# Rogeria exsulans
Rogeria exsulans é uma espécie de formiga do gênero Rogeria, pertencente à subfamília Myrmicinae.